# 澤波代尼鄉
46°45′N 27°39′E / 46.750°N 27.650°E
澤波代尼鄉（羅馬尼亞語：Comuna Zăpodeni, Vaslui），是羅馬尼亞的鄉份，位於該國東北部，由瓦斯盧伊縣負責管轄，面積101平方公里，海拔高度238米，2007年人口4,120，人口密度每平方公里41人。